# Kémbé Airport
Kémbé Airport är en flygplats i Centralafrikanska republiken.   Den ligger i prefekturen Basse-Kotto, i den södra delen av landet, 400 km öster om huvudstaden Bangui. Kémbé Airport ligger 582 meter över havet.
Terrängen runt Kémbé Airport är huvudsakligen platt, men österut är den kuperad. Kémbé Airport ligger uppe på en höjd som går i öst-västlig riktning. Runt Kémbé Airport är det glesbefolkat, med 15 invånare per kvadratkilometer.. Närmaste större samhälle är Kembé, 2,9 km öster om Kémbé Airport. 
I omgivningarna runt Kémbé Airport växer huvudsakligen savannskog.